# Szilveszter éjjel
A Szilveszter éjjel (eredeti cím: New Year's Eve) 2011-ben bemutatott amerikai romantikus vígjáték, melyet Garry Marshall rendezett.

## Cselekmény
|  | Alább a cselekmény részletei következnek! |

A film hétköznapi emberek történetét követi, akiknek megvan a saját problémáik, szilveszter napján.
A New York-i Times Square Alliance alelnöke, Claire Morgan, a végleges ellenőrzést végzi a gömbön (Times Square Ball) kollégáival. Eközben, az Ahern Records titkára, Ingrid Withers felmond a cégnél, mivel megtagadták tőle a szabadságot. A cég, rendezvényére szóló jegyekért cserébe, megkéri a futár fiút, Paul Doyle-t, hogy segítsen neki, hogy éjfél előtt teljesítse az újév előtti fogadalmakat.
Paul nővére, Kim Doyle, aggódik tizenéves lánya, Hailey miatt, aki az újévét szeretné barátaival és a fiújával, Seth Andersonnal tölteni a Times Square-en. Paul legjobb barátja, a képregény-illusztrátor Randy, utálja az szilvesztert, amióta a barátnője elhagyta őt. Azonban beragad a liftben Elise-szel, egy tehetséges énekesnővel, aki Daniel Jensen énekes háttérénekese este, a Times Square-en. Kim és Randy mellett Jensennek is akad problémája, amikor megpróbálja újra meghódítani ex-barátnője, Laura szívét, azonban minden alkalommal kudarcot vall.
Egy közeli kórházban Claire apja, Stan Harris, a rák utolsó stádiumában megtagadja a kezelést, és szeretné életében utoljára látni a Times Square-i gömböt. Az orvosa közli vele, hogy már csak órái vannak hátra, és a férfiban a kedves Aimee nővér tartja a lelket. Ugyanebben a kórházban, Griffin és Tess Byrne, egy fiatal pár várják első gyermekük születését, miközben versenyeznek egy másik párral, az új évben született, első gyermeknek járó pénz megnyerésének reményében. Sam, az Ahern Records üzletembere, megpróbál elmenni a cég rendezvényére, ahol fontos beszédet kell tartania, azonban az autója meghibásodik New York külterületén, miközben azon tűnődött, vajon újra találkozik-e azzal a titokzatos nővel, akivel az előző újév estéjét töltötte, és beleszeretett. Sam egy kedves családdal, lakóautóval eljut a városba.
Kora este a Time Square gömb egyik LED-je meghibásodik, ezzel félúton elakad, arra kényszerítve Claire-t, hogy hívja fel a néhány héttel azelőtt elbocsátott szerelőt, Kominskyt. Még éjfél előtt megjavítja, Claire pedig elsiet apjához, Stanhez, hogy együtt nézzék meg a gömböt. Eközben, Aimee nővér videochaten kedvesével, Chinóval beszélget, aki Afganisztánban szolgál katonaként. Stan újév után pár perccel meghal, Claire pedig a nővérekkel üdvözli az újszülötteket.
Paul segít Ingridnek kitölteni a listán szereplő összes elemet, aki végül odaadja neki a jegyeket egy félreértés után. Később elbúcsúznak egymástól, de Paul úgy dönt, mégis vele marad. Közben Randy és Elise közelebb kerül egymáshoz, miután beszélgettek az életükről. Éppen elcsattanna egy csók, amikor a liftet megjavítja egy épületfelügyelő. Elise sietve távozik Jensen koncertjére, de Randy észreveszi, hogy elhagyta a karkötőjét, és utána megy.
Laura és Jensen kibékül, és a Times Square-en Elise énekel Jensen helyett. Elise összejön Randyvel.
Griffinnek és Tessnek a kisfia elsőként születik, de hazudnak, hogy James és Grace nyerjen, mivel nekik már van két gyermekük, akikről gondoskodniuk kell. Hailey édesanyja tiltása ellenére, a Times Square-hez siet, ahol látja amint Seth egy másik lánnyal, akarata ellenére csókolózik. Hailey szomorúan összefut az anyjával, aki rájön, hogy önző volt, mert nem engedte el a lányát az összejövetelre. Később összefutnak Seth-tel, aki bocsánatot kér, Hailey pedig boldogan megcsókolja. Később kiderül, hogy Sam titokzatos szerelme Kim. Miután a férfi elmondta a beszédét, találkoznak, és látszólag össze jönnek. A film azzal ér véget, hogy Paul és Ingrid az Ahern Recordsban szórakoznak.
|  | Itt a vége a cselekmény részletezésének! |

## Szereplők
(Zárójelben a magyar hangok)
- Jake T. Austin – Seth Anderson (Timon Barnabás)
- James Belushi – karbantartó (Papp János)
- Halle Berry – Aimee, ápolónő (Pikali Gerda)
- Jessica Biel – Tess Byrne (Hamonnai Katalin)
- Jon Bon Jovi – Daniel Jensen (László Zsolt)
- Abigail Breslin – Hailey Doyle (Csifó Dorina)
- Robert De Niro – Stan Harris (Reviczky Gábor)
- Josh Duhamel – Sam Ahern Jr (Zámbori Soma)
- Zac Efron – Paul (Markovics Tamás)
- Héctor Elizondo – Kominsky (Blaskó Péter)
- Carla Gugino – Dr. Morriset (Pokorny Lia)
- Katherine Heigl – Laura (Horváth Lili)
- Ashton Kutcher – Randy (Nagy Ervin)
- Ludacris – Brendan (Nagypál Gábor)
- Lea Michele – Elise (Bánfalvi Eszter)
- Alyssa Milano – Mindy, ápolónő
- Sarah Jessica Parker – Kim Doyle (Spilák Klára)
- Michelle Pfeiffer – Ingrid Withers (Kovács Nóra)
- Til Schweiger – James Schwab
- Hilary Swank – Claire Morgan (Pálfi Kata)
- John Lithgow – Jonathan Cox (Cs. Németh Lajos)
- Matthew Broderick – Mr. Buellerton (Scherer Péter)
- Russell Peters – Chef Sunil (Elek Ferenc)
- Michael Bloomberg – önmaga (Csuha Lajos)
- Cherry Jones – Mrs. Ahern (Szabó Éva)
- Sofía Vergara – Ava (Kéri Kitty)
- Ryan Seacrest – önmaga (Galambos Péter)
- Sarah Paulson – Grace Schwab
- Yeardley Smith – Maude (Murányi Tünde)
- Joey McIntyre – Groom Rory (Takátsy Péter)
- Seth Meyers – Griffin Byrne (Kovács Lehel)
- Cary Elwes – Stan orvosa (Dévai Balázs)
- Common – katona (Welker Gábor)